# Pavetta genipifolia
Pavetta genipifolia är en måreväxtart som beskrevs av Heinrich Christian Friedrich Schumacher. Pavetta genipifolia ingår i släktet Pavetta och familjen måreväxter. Inga underarter finns listade i Catalogue of Life.